# Fidelis
Fidelis – imię męskie pochodzenia łacińskiego. Wywodzi się od łac. fidelis – „wierny, pewny”. Oznacza zatem człowieka „pełnego wiary”. Współczesną jego formą w języku hiszpańskim jest Fidel.
Żeńskim odpowiednikiem jest Fidelisa.
Fidelis imieniny obchodzi 24 kwietnia, 21 sierpnia i 28 października.
Imiennicy
- Fidelis z Sigmaringen (†1622) – szwabski kapucyn, męczennik, święty katolicki;
- Fidelis Chojnacki (†1942) – polski kapucyn, błogosławiony;
- Fidel Castro – kubański polityk, przywódca rewolucji kubańskiej;
- Fidel LaBarba – amerykański bokser;
- Fidel Ramos – filipiński polityk.